# Садово
Са́дово (болг. Садово) — місто в Пловдивській області Болгарії. Адміністративний центр общини Садово.

## Населення
За даними перепису населення 2011 року у місті проживали 2600 осіб.
Національний склад населення міста:
| Національність   | Кількість осіб | Відсоток |
| ---------------- | -------------- | -------- |
| болгари          | 1817           | 93,2%    |
| турки            | 56             | 2,9%     |
| цигани           | 50             | 2,6%     |
| інша             | 7              | 0,4%     |
| не визначились   | 19             | 1,0%     |
| Всього відповіли | 1949           |          |

Розподіл населення за віком у 2011 році:
Динаміка населення: